# Харлан, Джеймс
Джеймс Харлан (англ. James Harlan; 26 августа 1820 — 5 октября 1899) — американский сенатор и министр.

## Биография
Родился в округе Кларк, Иллинойс, окончил университет Де Пов в 1845 году, был президентом (1846—1847) недавно основанного к моменту его президентства и недолговечного Колледжа Айова-Сити. Изучал право, был первым инспектором государственных школ в Айове в 1847—1848 годах и возглавлял Уэслианский университет Айовы в 1853—1855 годах. Харлан был делегатом на Мирной конференции в 1861 году, когда была предпринята безуспешная попытка предотвратить Гражданскую войну в США, и с 1861 до 1865 года был председателем Комитета Сената по общественным землям, а позже участвовал в работе комиссии, заключавшей новые договоры с индейскими племенами, поддерживавшими Конфедерацию во время войны.
Принял видное участие в организации Республиканской партии в Айове и был членом Сената Соединённых Штатов с 1855 до 1865 года, после чего стал министром внутренних дел. Он неодобрительно относился к консервативной политике президента Эндрю Джонсона, ввиду чего ушёл в отставку из правительства в августе 1866 года и с 1867 до 1873 года вновь был членом Сената Соединённых Штатов. В 1866 году он был делегатом в конвенте лоялистов в Филадельфии. Одну из своих самых известных речей в Сенате произнёс в марте 1871 года в ответ на атаку Самнера и Шерза на политику президента Улисса Гранта в отношении Доминиканской Республики. Во время своей службы был председателем комитетов по общественным землям округа Колумбия, по образованию и по делам индейцев.
В 1872 году пытался переизбраться в Сенат, но безуспешно; неудачей окончилась и его попытка стать губернатором Айовы в 1895 году. Был председателем суда во время так называемого Алабамского дела (1882—1885). 
Умер 5 октября 1899 года в Маунт Плезант.
В его честь был назван один из городов Айовы.